# Igreja Presbiteriana de Curitiba

A Igreja Presbiteriana de Curitiba (IPC), é uma igreja local federada à Igreja Presbiteriana do Brasil (IPB), sob jurisdição do Presbitério Curitiba e Sínodo Curitiba. Em 2018, foi a 10ª igreja federada à IPB com maior arrecadação, de modo que está entre as 10 maiores igrejas da denominação.

## História
A história da Igreja Presbiteriana de Curitiba está profundamente ligada com o Presbiterianismo no Paraná. Os reverendos Robert Lenington e George Anderson Landes foram enviados, pelo Presbitério do Rio de Janeiro da Igreja Presbiteriana do Brasil, em 1885, para desbravar regiões de São Paulo e Paraná, dentre as quais destacam-se: Curitiba, Fundão, Palmeira, Ponta Grossa, São Luiz e Tibagi.
O Rev. Landes fixou-se em Curitiba, no Salão do Sr. Francisco Motzko. Em 1887, o Rev. Landes pediu ao presbitério para dissolver as igrejas de Fundão e Tibagi para organizar as igrejas de Curitiba e de Castro. Sessenta e duas (62) pessoas fizeram profissão pública de Fé, enquanto quarenta (40) crianças foram batizadas. Somente em 1896 o atual templo histórico foi concluído.
Em 1897, foram eleitos os primeiros oficiais da IPB de Curitiba: Alberto Barddal Carlos Augusto Cornelsen e Carlos Pereira de Brito eleitosPresbíteros Regentes, enquanto Francisco Vidal da Rocha, Frederico Primo Reginato e Júlio Barddal, Diáconos.
Atualmente possui aproximadamente dois mil e duzentos membros (2.200). Desde 2011, a IPCuritiba transmite seus cultos on-line, por meio de seu canal oficial, de modo que os cultos durante a pandemia de COVID-19 não sofreram drasticamente com a mudança na rotina.

## Missões e plantação de igrejas
Dentre seus trabalhos e esforços mais conhecidos, destaca-se sua atuação durante a epidemia de gripe espanhola, em 1918. Abrigou e tratou inúmeros enfermos acometidos com a peste. Hoje, a IPC é mantenedora da Associação Comunitária Presbiteriana, responsável por cuidar do Centro de Educação Infantil Miriam, do Lar Hermínia Scheleder e do Amor que CoMove. É, portanto, a Associação Comunitária Presbiteriana (ACP) o braço social da IPC, que muito atuou inclusive na pandemia de 2020 (COVID-19).
Um dos frutos de seus trabalhos evangelísticos é a Igreja Presbiteriana da Silva Jardim, organizada em 1958 como Segunda Igreja Presbiteriana de Curitiba, cujo nome permaneceu até 1963. Sustenta mais de cinquenta e quatro (54) missionários.
Não obstante, através do desejo do Rev. Dr. Parísio Cidade, surge o Hospital Evangélico de Curitiba, referência na assistência à saúde da população local. Por iniciativa da IPC, outras denominações se aliaram na fundação da Sociedade Evangélica Beneficente de Curitiba.

## Pastores
Seu pastor titular é o Rev. Juarez Marcondes Filho, Secretário Executivo do Supremo Concílio da Igreja Presbiteriana do Brasil. Tem por pastores auxiliares os Rev. Davi Nogueira Guedes, Rev. Diego Augusto Maynardes, Rev. Luís Carlos Vieira, Rev. Marcelo Pereira Pinheiro, Rev. Nivaldo Wagner Furlan e Rev. Wesley Emmerich Werner. É pastor cooperador o Rev. Antonio Jairo Porto Alegre. São seus evangelistas os senhores Bel. Alexandre Emrich Zanetti, Bel. Cristina Ribeiro Mattos e Sem. Samuel Coelho.
Teve como pastor emérito, até 2007, o rev. Oswaldo Soeiro Emrich, cidadão honorário de Curitiba, ano do falecimento deste.